# Вулиця 295-ї Херсонської дивізії
Вулиця 295-ї Херсонської стрілецької дивізії (колишні назви: Колгоспна, Рільнича) — вулиця, що розташована в Центральному районі Херсона. Сполучає вул. Повітряних сил з вул. Молодіжною. Сформувалася до кінця XIX ст., на планах міста того часу значиться без назви. План 1939 року показує її під назвою Колгоспна.
Сучасне ім'я народжене пам'яттю про визволителів міста від нацистів: про тих, кого вбила куля на шляху до правого берега Дніпра, хто загинув в місті, хто пройшов його вулицями як переможець.
Довжина вулиці становить 1 км 20 м.

## Будівлі
В будинку № 1 розташований Апеляційний суд Херсонської області.